# Årby Sogn
Årby Sogn ist eine Kirchspielsgemeinde (dän.: Sogn) auf der dänischen Insel Seeland.
Bis 1970 gehörte sie zur Harde Ars Herred im damaligen Holbæk Amt, danach zur Kalundborg Kommune im Vestsjællands Amt, die wiederum im Zuge der Kommunalreform zum 1. Januar 2007 in der erweiterten Kalundborg Kommune in der Region Sjælland aufgegangen ist.

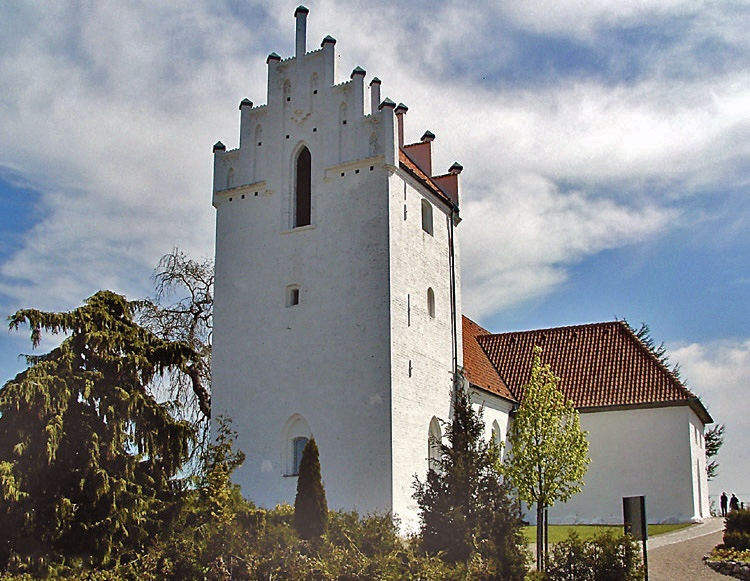
Årby kirke

Im Kirchspiel leben 1989 Einwohner, davon 413 im Kirchort Årby. Die „Årby Kirke“ liegt auf dem Gebiet der Gemeinde.
Nachbargemeinden sind im Norden Nyvang Sogn und im Osten Rørby Sogn.